# Aristoloche
Aristolochia
Genre
Les aristoloches  (Aristolochia en Latin) sont un genre de plantes à fleurs de la famille des Aristolochiacées. Ce sont des lianes ou des plantes herbacées. Le genre comprend plus de 500 espèces.

## Histoire
Théophraste, au IIIe siècle av. J.-C., parle de l’aristoloche dans son ouvrage Histoire des plantes : au livre IX, il commente sa couleur, son goût, et son odeur, ainsi que ses vertus médicinales, en somnifère, ou emplâtre contre les morsures de serpent, puis il parle de sa durée de conservation, et la décrit de sa racine à ses feuilles dans le dernier paragraphe du dernier chapitre.

## Étymologie
Le médecin et botaniste grec Dioscoride, au Ier siècle apr. J.-C., donne clairement le sens du nom aristoloche en grec ancien : « L'aristoloche tire son nom du fait qu'elle passe pour exceller à faciliter les accouchements ». Le nom vient du grec ἄριστος - aristos, « excellent », et λοχεία - lokhia, « accouchement ». C'est d’Aristolochia clematitis que l'acide aristolochique tire son nom : c'est une substance fortement toxique et cancérigène, particulièrement dangereuse pour les reins. Le nom est du genre féminin en français : une aristoloche.

## Description
Ce sont des plantes vivaces, souvent grimpantes, à racine tubéreuse pour de nombreuses espèces. Leur taille est très variable selon les espèces allant de quelques centimètres à plusieurs mètres de haut. Les feuilles sont alternes, simples, entières. Les fleurs poussent latéralement, à l'aisselle des feuilles. Elles sont tubulées (tube droit ou courbé, renflé à la base), se prolongeant par une langue unilatérale. Six étamines soudées au style forment une colonne (gynostème). Ovaire infère. Les fruits sont des capsules.

## Habitat et répartition
La plupart des espèces sont originaires des régions tropicales et méditerranéennes, même si on en trouve quelques-unes des régions tempérées de l'Hémisphère nord, souvent en zones boisées. En France continentale sept espèces sont répertoriées: Aristolochia clematitis, A. rotunda, A. pistolochia, A. pallida, A. paucinervis, A. sempervirens et A. clusii, auxquelles s'ajoute A. tyrrhena en Corse.
Beaucoup d'espèces sont vigoureuses, voire envahissantes. C'est le cas de l'Aristolochia littoralis, introduite en Australie, qui étouffe la végétation indigène et empoisonne les chenilles d'un papillon, l'ornithoptère Troides priamus, lequel pond ses œufs sur cette plante en la confondant avec la comestible Pararistolochia praevenosa.

## Plante hôte
En France, les feuilles d'Aristoloches nourrissent les chenilles des papillons Faux Apollon (Archon Apollinus), Diane (Zerynthia polyxena) et Proserpine (Z. rumina).

## Principales espèces
- Flore de France (d'après Tela-botanica)

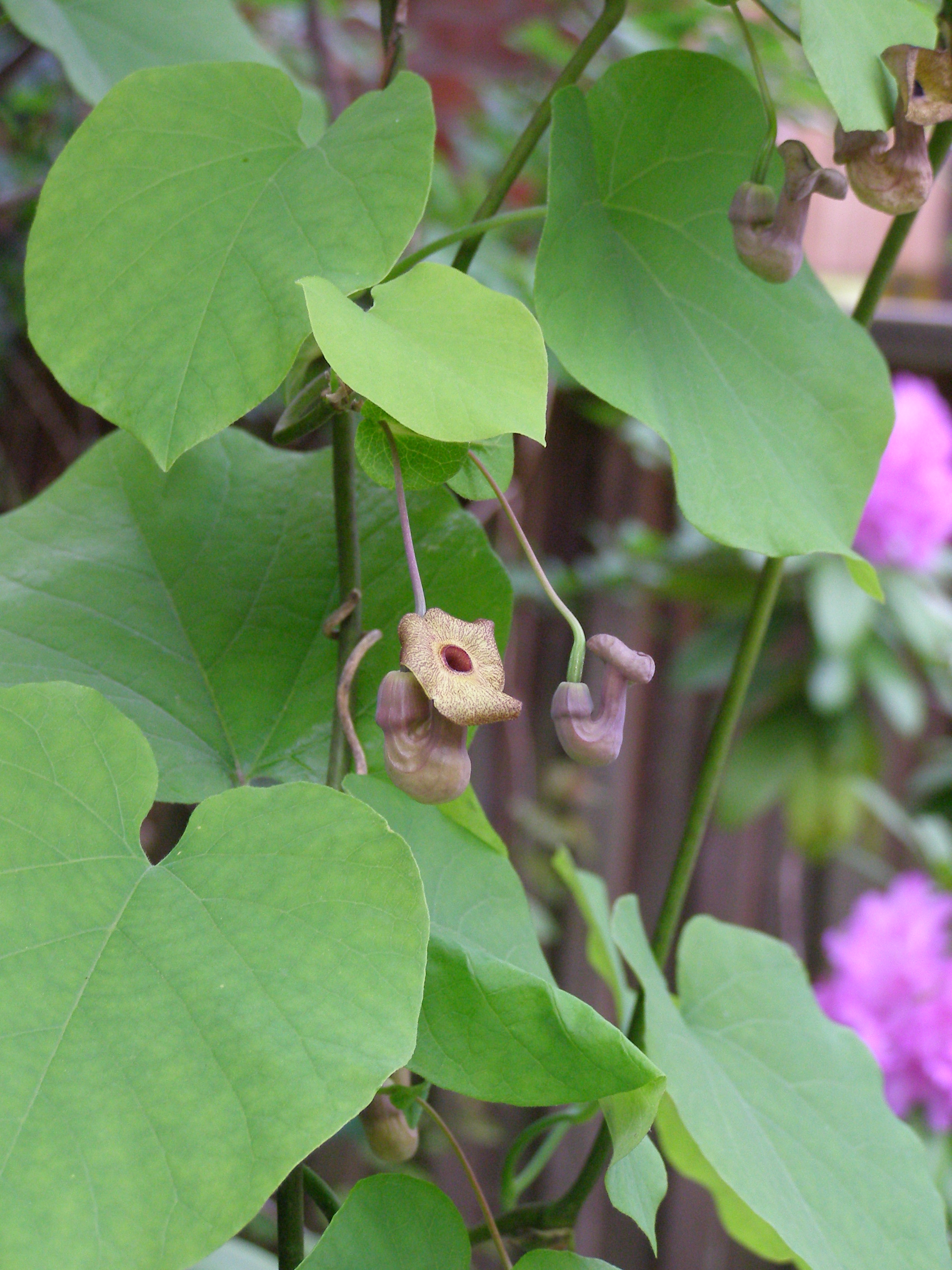
L'Aristoloche siphon (Aristolochia macrophylla) est appréciée comme plante grimpante ornementale à grandes feuilles.

- - Aristolochia clematitis L. - Aristoloche clématite
  - Aristolochia clusii - Aristoloche de L'Ecluse
  - Aristolochia macrophylla Lam. - Aristoloche siphon
  - Aristolochia pallida - Aristoloche pâle
  - Aristolochia paucinervis - Aristoloche à nervures peu nombreuses
  - Aristolochia pistolochia - Aristoloche pistoloche
  - Aristolochia rotunda - Aristoloche à feuilles rondes
  - Aristolochia sempervirens - Aristoloche élevée
  - Aristolochia tyrrhena - Aristoloche tyrrhénienne

- Flore brésilienne

- - Aristolochia bahiensis
  - Aristolochia birostris
  - Aristolochia chiquitensis
  - Aristolochia claussenii
  - Aristolochia didyma
  - Aristolochia gardneri
  - Aristolochia gigantea
  - Aristolochia holostylis
  - Aristolochia labiata
  - Aristolochia longispathulata
  - Aristolochia nevesarmondiana
  - Aristolochia odoratissima L.
  - Aristolochia paulistana
  - Aristolochia pohliana
  - Aristolochia stomachoides
  - Aristolochia tamnifolia
  - Aristolochia trilobata
  - Aristolochia warmingii

- Autre origines

- - Aristolochia amara (Aubl.) Poncy
  - Aristolochia anguicida Jacq.
  - Aristolochia bilabiata L.
  - Aristolochia bilobata L.
  - Aristolochia californica Torr.
  - Aristolochia cordifolia Mutis ex Kunth
  - Aristolochia coryi I.M. Johnston
  - Aristolochia cretica LAM.
  - Aristolochia elegans Mast.
  - Aristolochia erecta L.
  - Aristolochia fangchi
  - Aristolochia grandiflora Sw.
  - Aristolochia labiata Willd.
  - Aristolochia littoralis Parodi
  - Aristolochia maxima Jacq.
  - Aristolochia moupinensis Franchet
  - Aristolochia peltata L.
  - Aristolochia pentandra Jacq.
  - Aristolochia reticulata Jacq.
  - Aristolochia ringens Vahl
  - Aristolochia rotunda L.
  - Aristolochia rugusa Lam.
  - Aristolochia serpentaria L.
  - Aristolochia surinamensis Willd.
  - Aristolochia tomentosa Sims
  - Aristolochia trilobata L.
  - Aristolochia watsonii Woot. & Standl.
  - Aristolochia wrightii Seem.

## Liste d'espèces
Selon The Plant List :

## Faune associée
Des papillons de jour (rhopalocères) de la famille des Papilionidae ont des aristoloches comme plantes hôtes de leurs chenilles. Les chenilles emmagasinent ainsi des produits qui les rendent toxiques pour les prédateurs ce qui les protège au stade de chenille comme au stade d'imago.
Les plus connus sont du genre Archon, dont Archon apollinus, le Faux Apollon, du genre Zerynthia : la  Diane, (Zerynthia polyxena) et la Proserpine (Zerynthia rumina), du genre Allancastria dont le  Thaïs balkanique (Allancastria cerisyi), du genre Parides et du genre Troides dont Troides alexandrae, le plus grand papillon connu au monde.

## Bibliographie

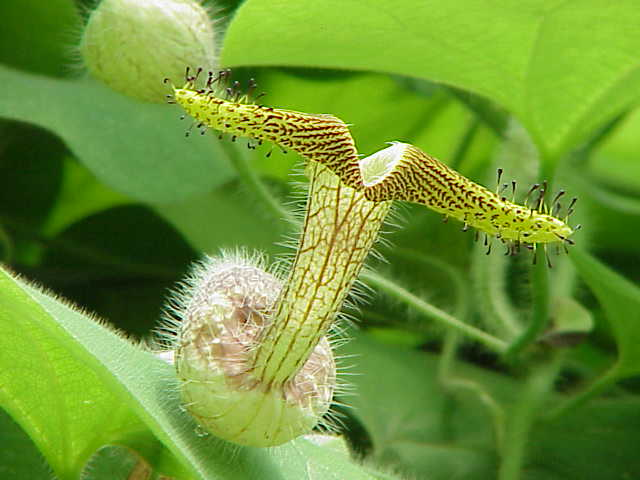
Aristolochia eriantha.

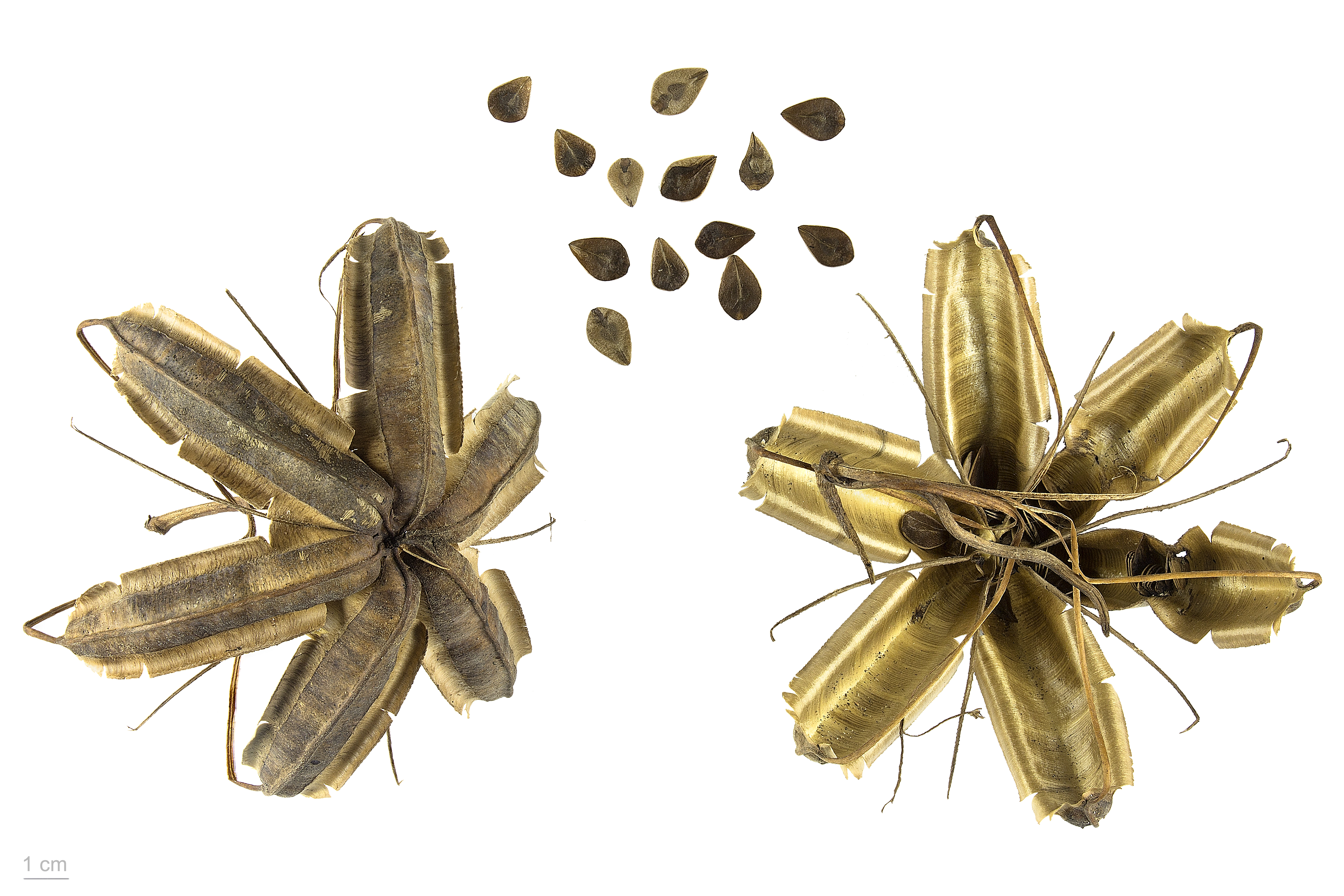
Aristolochia ringens au Muséum de Toulouse.

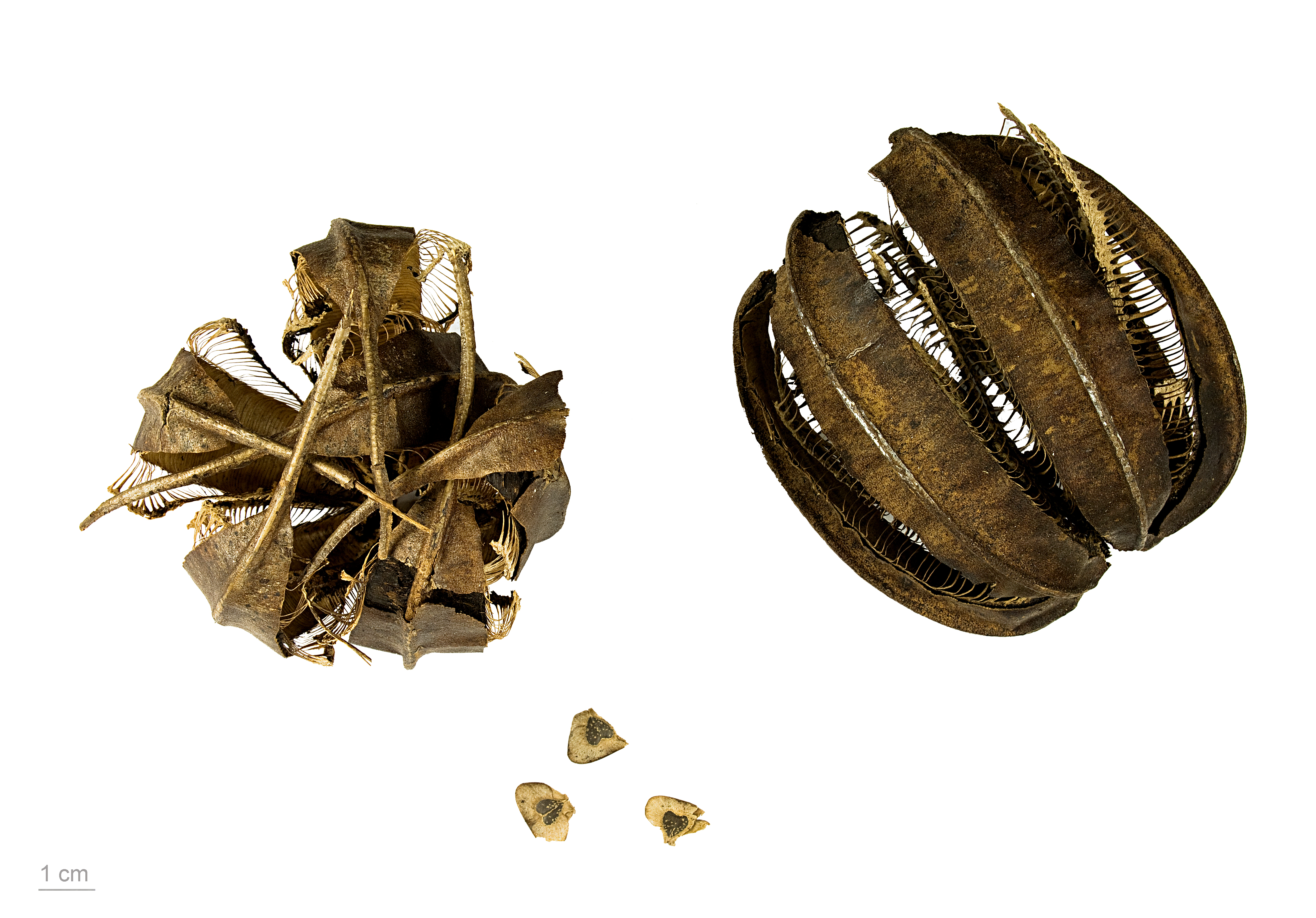
Aristolochia sp. au Muséum de Toulouse.